# Mandloňové sady v Hustopečích
Hustopečské mandloňové sady se nachází u města Hustopeče na Jižní Moravě. Jedná se o unikát na našem území. Mandloňové sady jsou největší nejen v České republice, ale i v celé střední Evropě.

## Historie
Historie pěstování mandloní na našem území sahá až do 17. století. První rozsáhlé sady byly vysázeny ve snaze o soběstačnost socialistického Československa v roce 1949 v Hustopečích. Mandloně vyžadují teplo a Hustopeče byly vybrány kvůli tomu, že se jednalo o jedno z nejteplejších míst tehdejšího Československa. V době největšího rozmachu kolem roku 1960 rostlo v hustopečských mandloňových sadech více než 50 tisíc mandloní na rozloze 185 ha. Mandle byly pěstovány především pro gastronomické účely a pro přípravu vysoce kvalitních produktů. Pěstování mandloní však nebylo ekonomicky výhodné a došlo k postupnému zmenšování sadů až roku 1989 přestalo být o sady zájem. Dlouho let byly sady neudržované. Město Hustopeče získalo část sadů při pozemkových úpravách v roce 2004 a další významnou část v roce 2008 odkoupilo. Vlastnictví sadů vytvořilo předpoklady pro zajišťování trvalé systematické péče. V letech 2007 a 2009 byly stromy ošetřeny zdravotním řezem, byl odstraněn nálet nežádoucích dřevin a byly instalovány dvě informační tabule. V květnu 2015 bylo vysázeno kolem 150 mandloní k tehdejším 900 stromům. V roce 2016 opět došlo k výsadbě 60 mladých mandloní. V březnu 2021 začala Hustopečská mandlárna s výsadbou mandloňového arboreta. Mandloňové arboretum by mělo být unikátním genofondem mandloní ve střední Evropě.

## Současnost
V současné době roste v mandloňových sadech u Hustopeč asi 1 200 mandloní na území 4 ha. V rozšiřováním mandloňových sadů chce vedení města Hustopeče pokračovat i v budoucnu. Mandloňové sady rozkvétají na začátku jara a tuto krásnou podívanou si nenechají ujít tisíce lidí z širokého okolí.

## Galerie

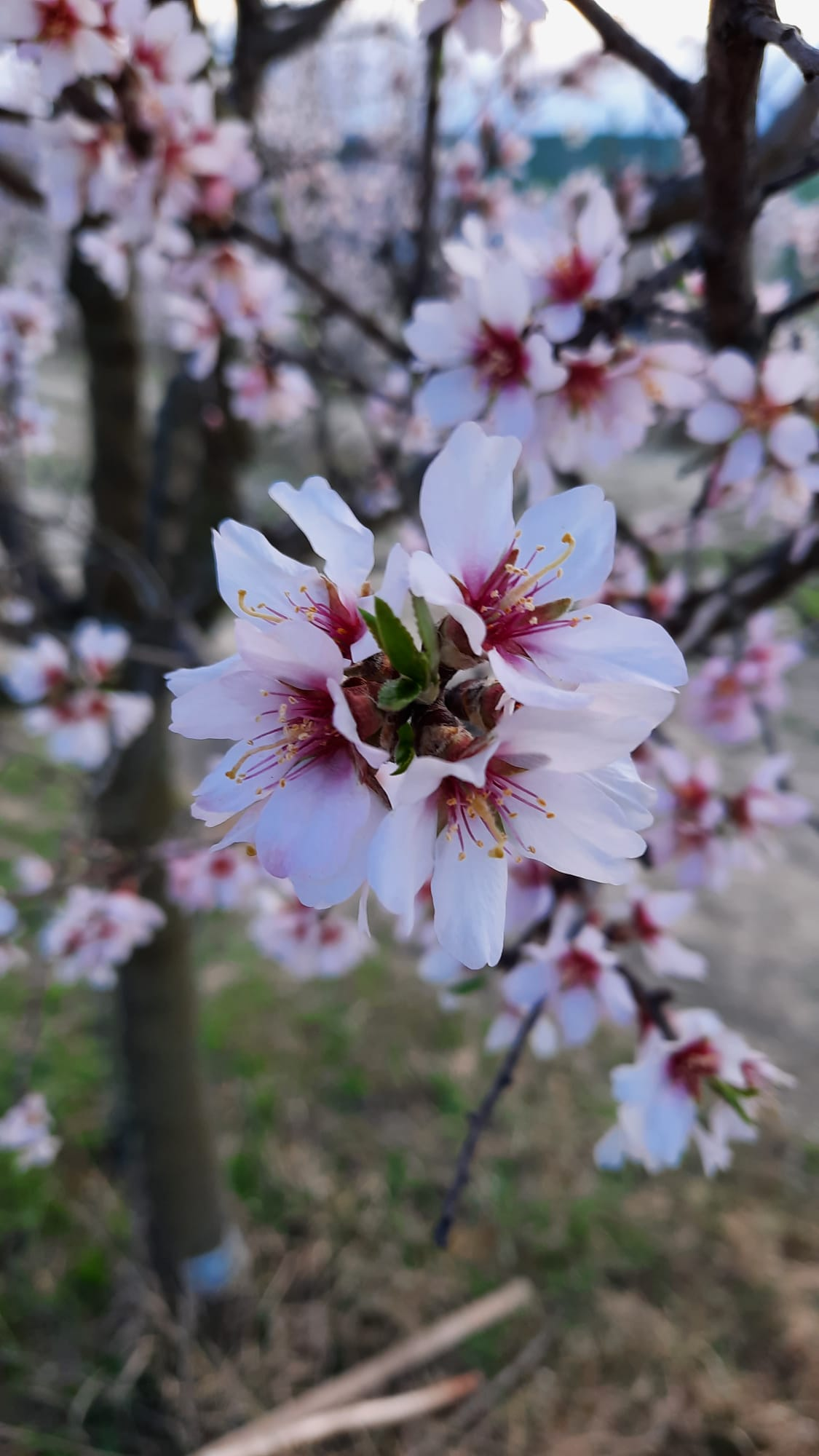
Květ mandloně obecné
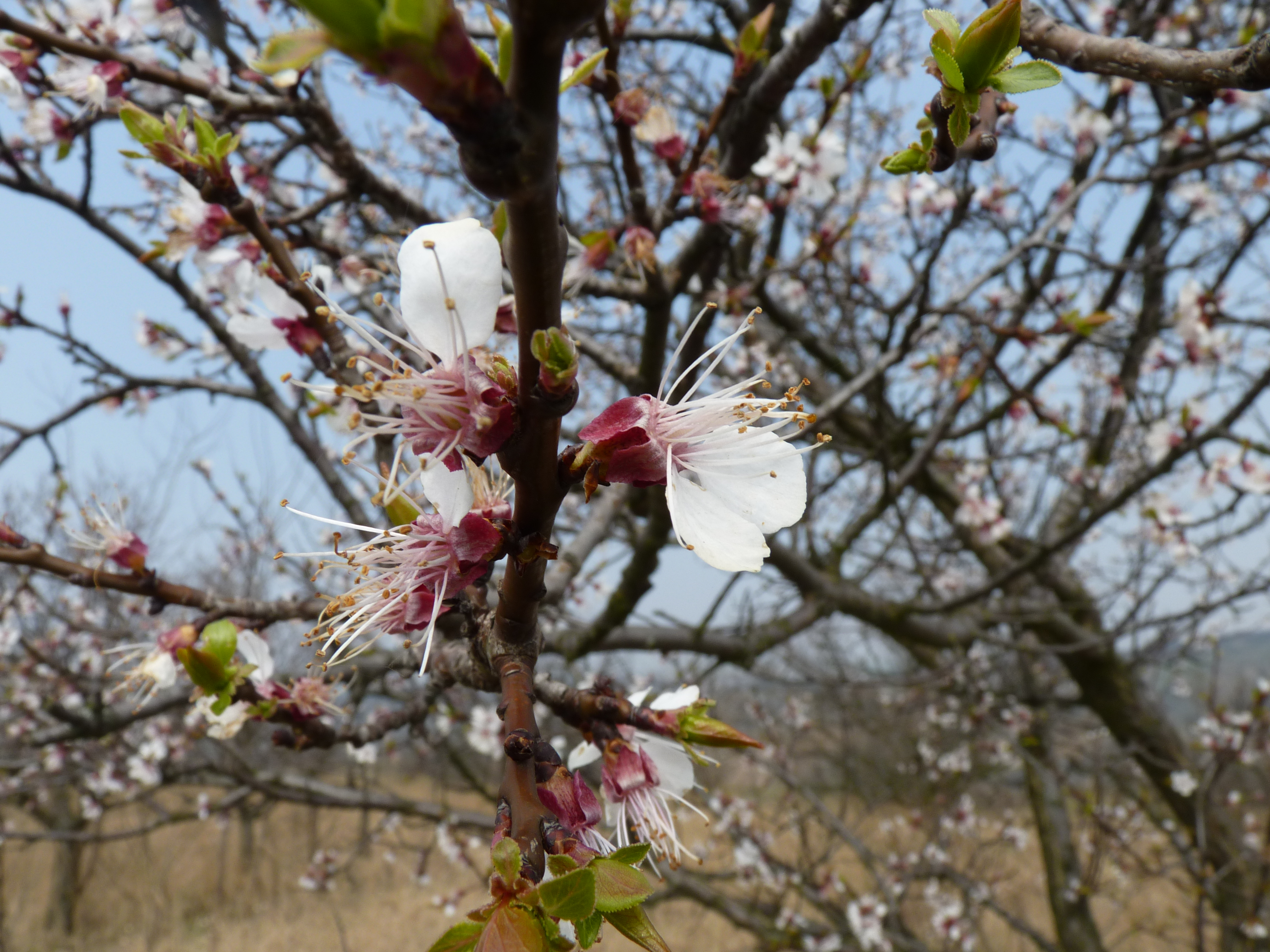
Květ mandloně obecné zblízka
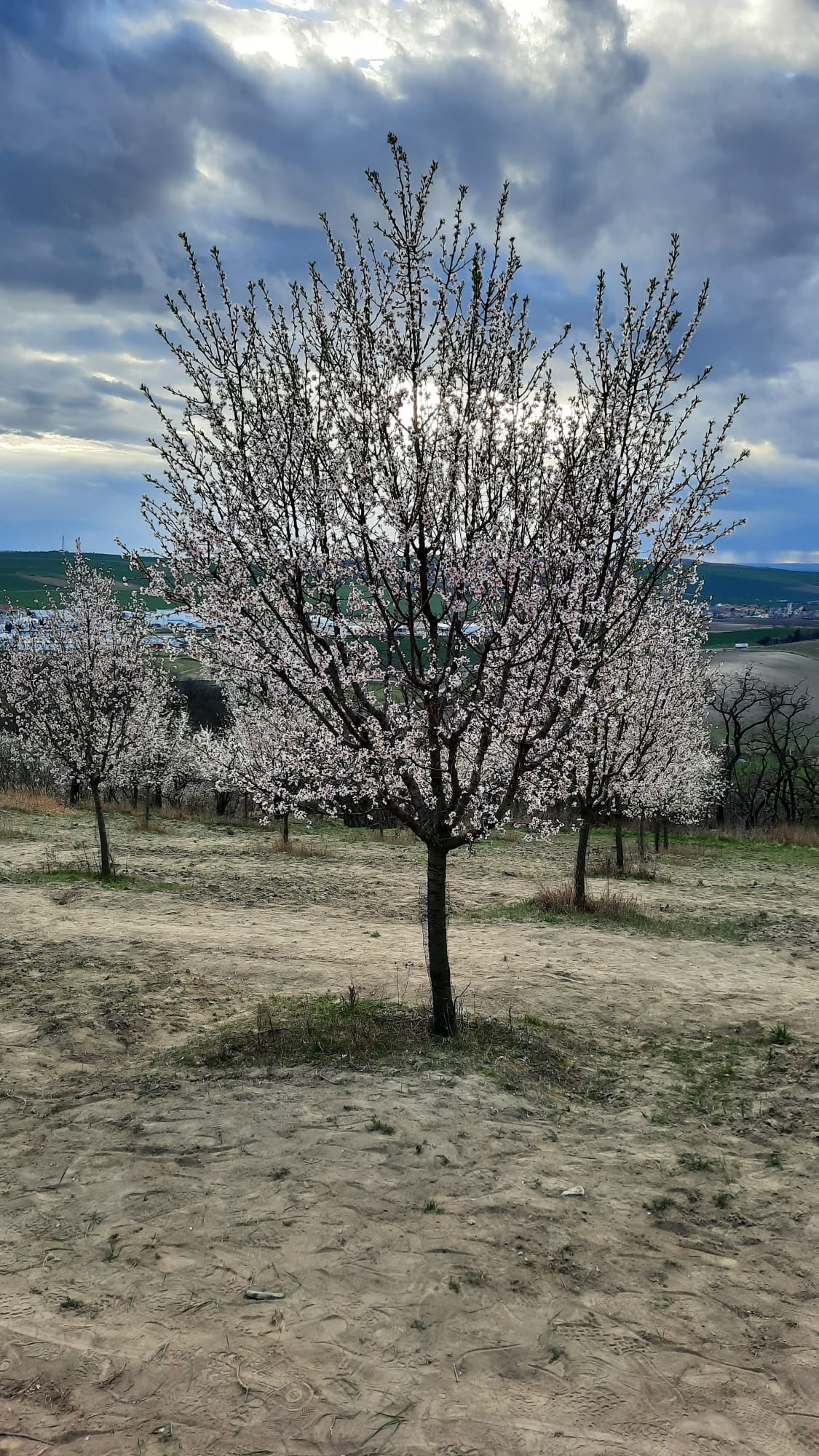
Mandloň obecná při rozkvětu
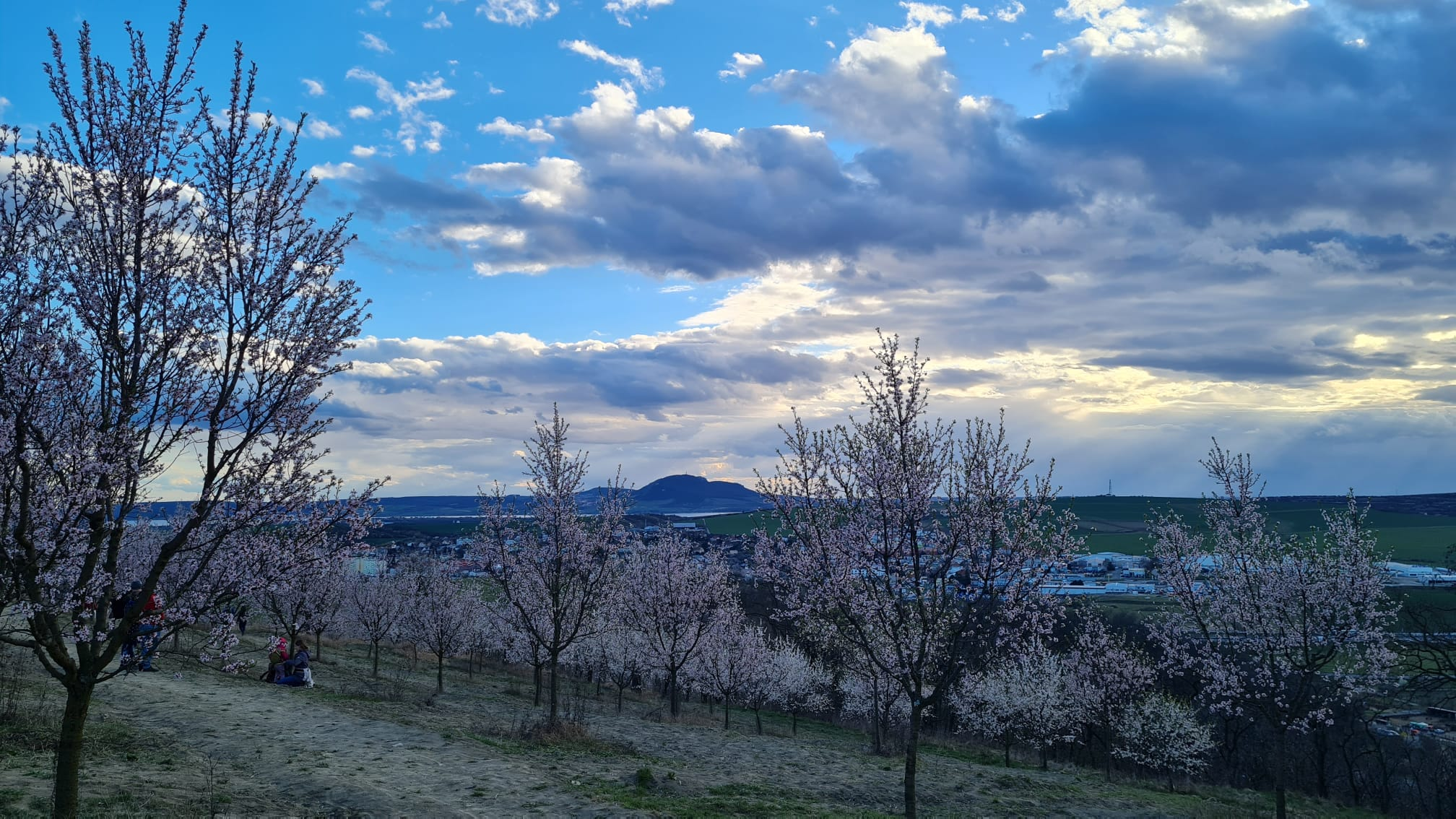
Mandloně při rozkvětu na jaře 2023
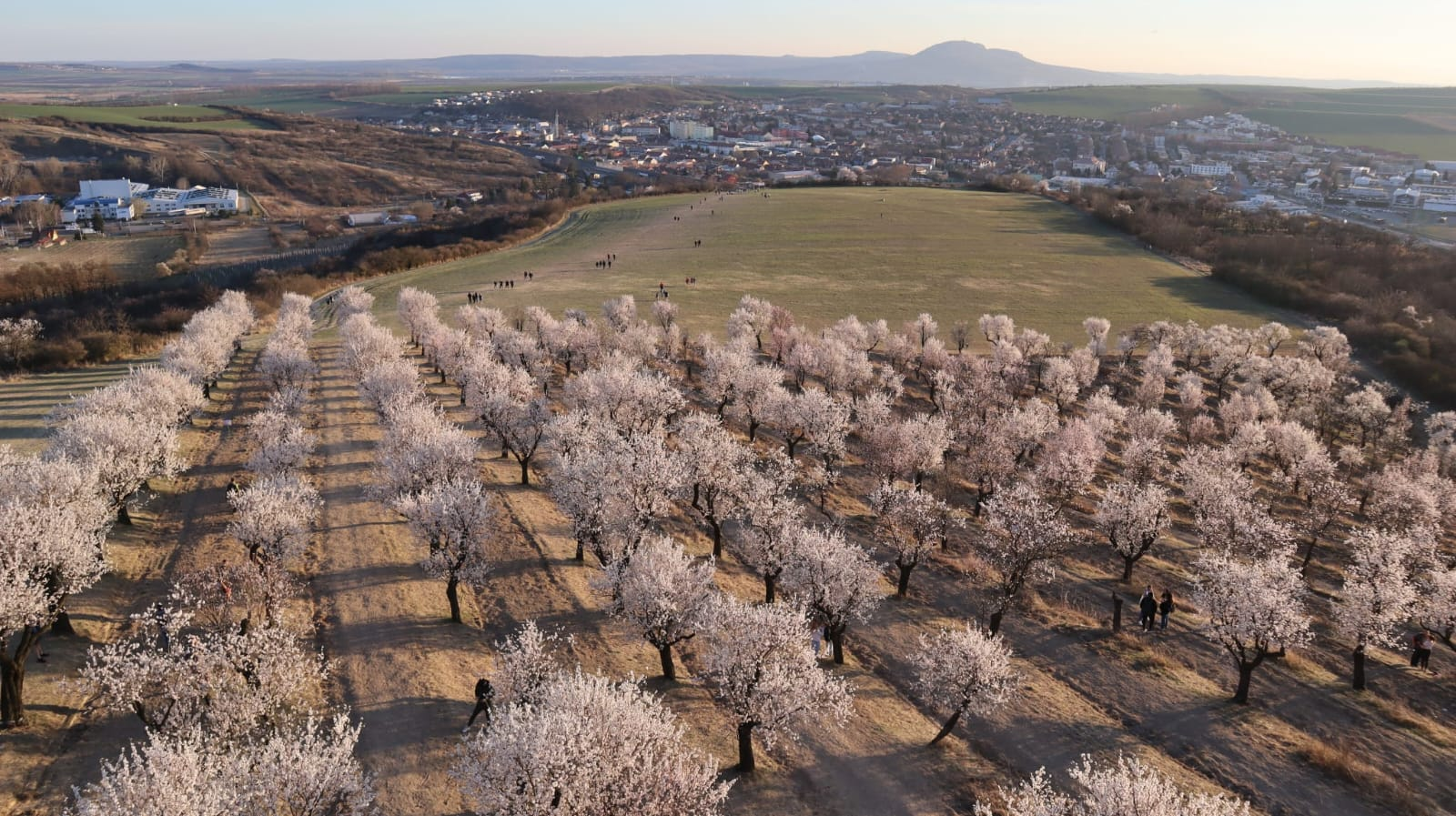
Výhled na mandloňový sad a na Hustopeče na jaře 2022
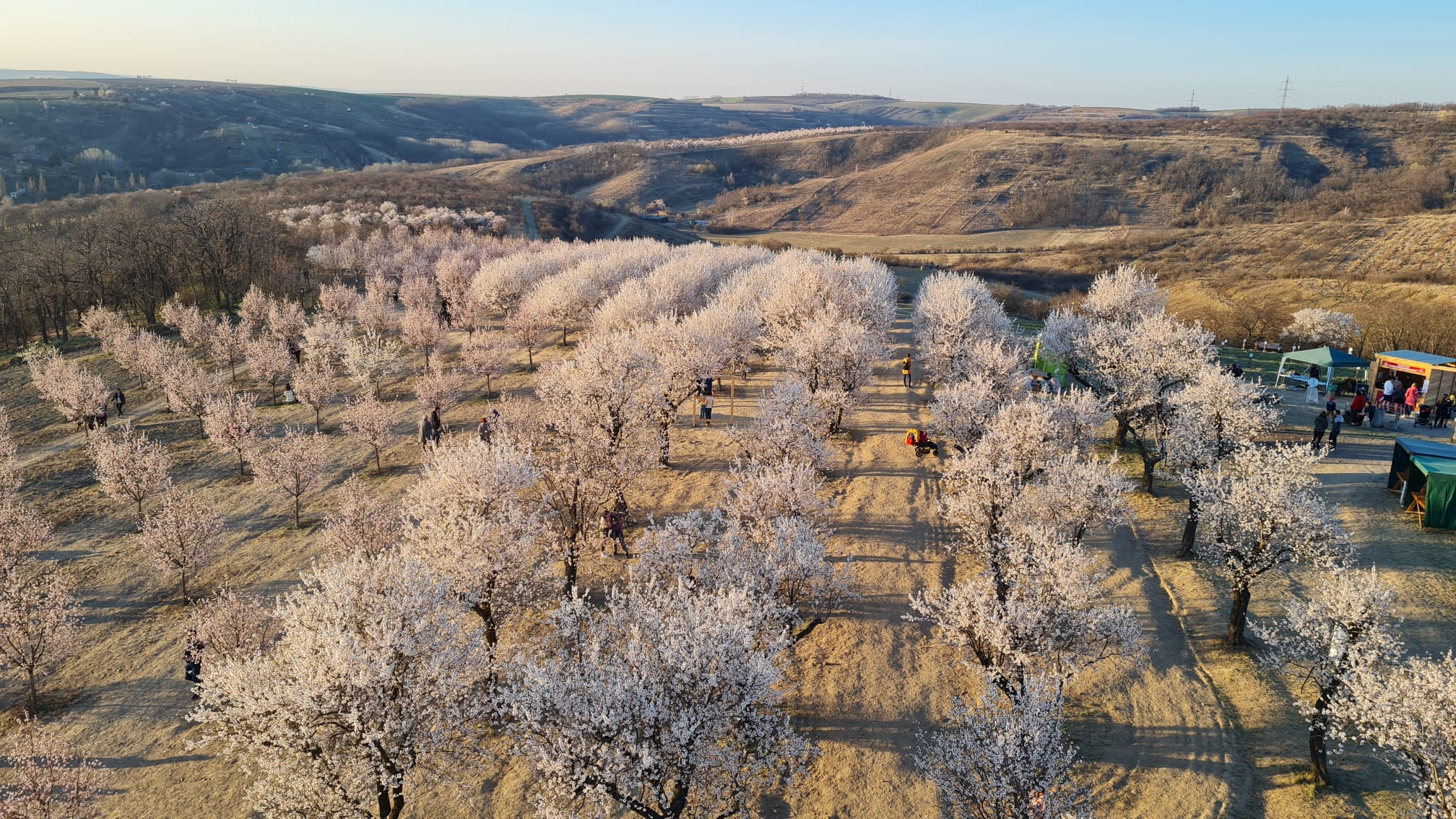
Výhled na mandloňový sad z rozhledny v roce 2022